# Ромашівська сільська рада
Ромаші́вська сільська рада — колишня адміністративно-територіальна одиниця і орган місцевого самоврядування в Чортківському районі Тернопільської області. Адміністративний центр — с. Ромашівка.

## Загальні відомості
- Територія ради: 16,89 км² (до 2015)
- Населення ради: 701 особа (станом на 2001 рік)

## Населені пункти
Сільській раді були підпорядковані населені пункти:
- с. Ромашівка

## Історія
Сільська рада утворена у вересні 1939 року.
4 вересня 2015 року увійшла до складу Білобожницької сільської громади.

## Географія
Ромашівська сільська рада межувала з Джуринською, Ридодубівською, Косівською, сільськими радами — Чортківського району.

## Сільська рада
Рада складалася з 12 депутатів та голови.
Керівний склад попередніх скликань
| Прізвище, ім'я, по батькові     | Основні відомості | Дата обрання | Дата звільнення |
| ------------------------------- | ----------------- | ------------ | --------------- |
| Дутковський Мирон Володимирович | Сільський голова  | 1990         | 1994            |
| Пилипець Ігор Деонідович        | Сільський голова  | 1994         | 1998            |
| [ 2 ]                           | Сільський голова  | 1998         | 2002            |
| Вуйчик Тетяна Іванівна          | Сільський голова  | 2002         | 2006            |
| Кастранець Борис Ярославович    | Сільський голова  | 26.03.2006   | 31.10.2010      |
| Кастранець Борис Ярославович    | Сільський голова  | 31.10.2010   | 04.09.2015      |

Примітка: таблиця складена за даними сайту Верховної Ради України
Секретарі ради
| Прізвище, ім'я, по батькові | Основні відомості | Дата обрання | Дата звільнення |
| --------------------------- | ----------------- | ------------ | --------------- |
| Яцків Данка Михайлівна      | Секретар          | 1990         | 1994            |
| Яцків Данка Михайлівна      | Секретар          | 1994         | 1998            |
| [ 2 ]                       | Секретар          | 1998         | 2002            |
| Ющак Люба Іванівна          | Секретар          | 2002         | 2006            |
| Семирозум Оксана Михайлівна | Секретар          | 2006         | 2010            |
| Семирозум Оксана Михайлівна | Секретар          | 2010         | 2015            |

## Старостинський округ
| Прізвище, ім'я, по батькові | Основні відомості | Дата обрання | Дата звільнення |
| --------------------------- | ----------------- | ------------ | --------------- |
| Зеновій Кубик               | Староста          | 25.10.2015   | 05.12.2020      |
| Зеновій Кубик               | Староста          | 05.12.2020   |                 |

### Депутати

#### VI скликання
За результатами місцевих виборів 2010 року депутатами ради стали:
1. Федорків Галина Степанівна
2. Концограда Марія Михайлівна
3. Щудла Андрій Петрович
4. Музичка Михайло Павлович
5. Юнак Любов Іванівна
6. Цюприк Олег Васильович
7. Козарів Михайло Петрович
8. Цикрис Марія Юріївна
9. Дутковська Надія Деонідівна
10. Лехман Михайло Ігорович
11. Пилипець Ігор Зіновійович
12. Ревега Анатолій Михайлович
13. Семенів Надія Михайлівна
14. Семирозум Оксана Михайлівна
15. Вуйчик Руслан Володимирович

#### V скликання
За результатами місцевих виборів 2006 року депутатами ради стали:
1. Цикрис Марія Юріївна
2. Концограда Марія Михайлівна
3. Шуйко Ганна Михайлівна
4. Шуйко Ігор Іванович
5. Ющак Люба Іванівна
6. Семирозум Михайло Павлович
7. Козарів Михайло Петрович
8. Семирозум Теодозій Михайлович
9. Пилипець Світлана Теофіївна
10. Крижанівська Надія Іванівна
11. Гура Наталія Зеновіївна
12. Костишин Надія Володимирівна
13. Семенів Надія Михайлівна
14. Семирозум Оксана Михайлівна
15. Вуйчик Руслан Володимирович

#### IV скликання
За результатами місцевих виборів 2002 року депутатами ради стали:
1. Велиган Галина Іванівна
2. Маринюк Василь Гнатович
3. Шуйко Ілля Іванович
4. Камаш Ганна Петрівна
5. Дунаєцька Ольга Станіславівна
6. Концограда Євген Іванович
7. Семирозум Михайло Павлович
8. Семирозум Теодозій Михайлович
9. Дутковська Надія Деонідівна
10. Бабій Володимир Дмитрович
11. Ющак Люба Іванівна
12. Костишин Надія Володимирівна
13. Касіян Ліда Володимирівна
14. Ватраль Ігор Іванович
15. Гром Валентин Васильович

#### III скликання
За результатами місцевих виборів 1998 року депутатами ради стали:

#### II скликання
За результатами місцевих виборів 1994 року депутатами ради стали:
1. Ватраль Ігор Іванович
2. Грицик Зеновій Михайлович
3. Здебська Дарія Михайлівна
4. Колісник Богданна Павлівна
5. Матвійчук Андрій Михайлович
6. Пилипець Світлана Тимофіївна
7. Рубленик Іван Васильович
8. Семирозум Михайло Павлович
9. Ціхоцький Зеновій Павлович
10. Ющак Люба Іванівна
11. Яцків Богданна Михайлівна

#### I скликання
За результатами місцевих виборів 1990 року депутатами ради стали:
1. Дутковський М.В.
2. Семирозум З.П.
3. Казноха С.Й.
4. Концограда Є.І.
5. Концограда М.М.
6. Яцків М.Д.
7. Яцків В.Д.
8. Кривіцький З.С.
9. Колісник Б.П.
10. Кіндяк Б.Р.
11. Цемна Н.П.
12. Обнявка П.Г.
13. Рублений І.В.
14. Пилипець І.Д.
15. Бабій Г.В.